# Ryūtei Tanehiko
Ryūtei Tanehiko (Edo, 11 giugno 1783 – 24 agosto 1842) è stato uno scrittore giapponese.

## Biografia
Il nome è uno pseudonimo di Takaya Hikoshirō.

Divenne celebre per i fascicoli rilegati, romanzi illustrati che uscivano a puntate, ma la sua più famosa opera è una parodia di Genij monotagari di Murasaki Shikibu, il cui titolo è Una falsa Murasaki e un Genij di campagna (1842).

## Opere principali
- Nise Murasaki inaka Genji (Una pseudo-Murasaki e un Genji rustico) (1829-1842)
- Uomini e paraventi (Ukiyo-gata rokumai byōbu) (1821), Firenze, Successori Le Monnier, 1872 - traduzione di A. Severini